# Sooglossus sechellensis
Espèce
Synonymes
- Arthroleptis sechellensis Boettger, 1896

Statut de conservation UICN

 EN B1ab(ii,iii,v)+2ab(ii,iii,v) : En danger
Sooglossus sechellensis est une espèce d'amphibiens de la famille des Sooglossidae.

## Répartition et habitat
Cette espèce est endémique de l'archipel des Seychelles. Elle se rencontre sur les îles de Mahé et de Silhouette.
Elle vit dans la forêt tropicale humide, à une altitude allant de 240 à 984 m.

## Description
Sooglossus sechellensis mesure environ 18-19 mm.

## Étymologie
Son nom d'espèce, composé de sechelle[s] et du suffixe latin -ensis, « qui vit dans, qui habite », lui a été donné en référence au lieu de sa découverte, les Seychelles.

## Publication originale
- Boettger, 1896 : Neur Kriechthiere (Scelotes, Arthroleptis) von den Seychellen. Zoologischer Anzeiger, vol. 19, p. 349-351 (texte intégral).